# Iván Cambar
Iván Cambar Rodriguez (Provincia di Granma, 29 dicembre 1983) è un sollevatore cubano, vincitore della medaglia di bronzo a Londra 2012 nella categoria dei pesi medi (fino a 77 kg.).
Nella stessa categoria ha partecipato anche alle Olimpiadi di Pechino 2008, terminando al sesto posto.